# Institut d'étude des questions juives
Pour les articles homonymes, voir Question juive.
Ne doit pas être confondu avec Commissariat général aux questions juives.

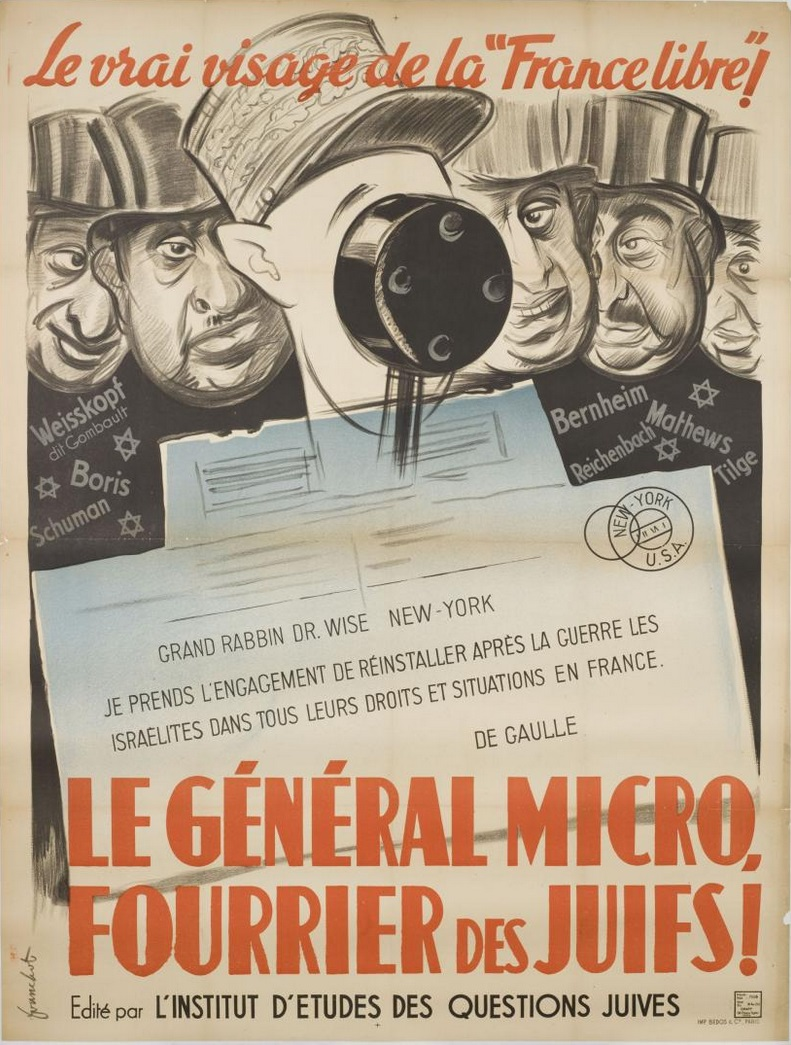
Affiche de propagande antisémite et antigaulliste éditée par l'Institut d'étude des questions juives en novembre 1941.

L'Institut d'étude des questions juives (IEQJ) est un organisme de propagande antisémite créé en France sous l'occupation allemande, avec le soutien de la Propagandastaffel (bureau de propagande allemande). D'abord nommé Bureau d'information et d'étude des questions juives, il est rapidement rebaptisé Institut d'étude des questions juives (IEQJ) et officiellement inauguré le 11 mai 1941. En mars 1943, l'IEQJ devient l’Institut d'études des questions juives et ethnoraciales (IEQJER).

## Fonctionnement
Le secrétariat général de l'IEQJ est initialement confié au capitaine Paul Sézille, qui en demeure le responsable jusqu'en 1942, auquel succède le journaliste René Gérard. Le cofondateur est Octave Bellet.
L'immeuble du 21 rue La Boétie dans le 8e arrondissement de Paris, appartenant à Paul Rosenberg et accueillant une importante galerie d'art, est réquisitionné par les nazis pour y installer l'IEQJ. Il n'avait, en tant qu'organisme privé directement contrôlé par les services allemands, pas de lien formel avec le régime de Vichy. Sa principale activité était la diffusion de propagande antisémite et la publication d'une revue, Le Cahier jaune, publiée de novembre 1941 à février 1943 (soit 13 numéros) et dirigée par André Chaumet. Une nouvelle revue suit, intitulée Revivre (avec comme sous-titre « Le grand magazine illustré de la race ») publiée de mars 1943 au 20 juillet 1944, cette fois directement en lien avec Vichy, et également dirigée par Chaumet. L'IEQJ publia également la revue mensuelle La Question juive en France et dans le monde.
L'action la plus importante de l'IEQJ aura été le patronage de l'exposition Le Juif et la France qui a débuté en septembre 1941.
L'IEQJ était financée par le service d'information de l'ambassade d'Allemagne et Theodor Dannecker, chef à Paris de la section IV J de la Gestapo, responsable de la « question juive », à hauteur de 200 000 francs les premiers mois puis 50 000 par la suite.
À la fin de 1942, l'IEQJ sera absorbé par la direction de la propagande du Commissariat général aux questions juives pour être élargi et remplacé en mars 1943 par l'Institut d'études des questions juives et ethnoraciales (IEQJR) confié à George Montandon.